# Louis Étienne Delille
Pour les articles homonymes, voir Delille (homonymie).
Louis Étienne Jarrit-Delille est un homme politique français né le 21 février 1825 à Guéret (Creuse) et décédé le 19 juillet 1890 à Tardes (Creuse).

## Biographie
Avocat à Guéret, il est maire en 1850, conseiller général en 1852. Révoqué de son mandat de maire en 1863, il devient vice-président du tribunal civil de Guéret en 1866. Il est représentant de la Creuse de 1871 à 1876, oscillant entre le centre gauche et le centre droit et inscrit à la réunion Feray.

## Publications
- Quatorze années d'administration municipale (1850-1854) / par Louis Jarrit-Delille,..., Guéret, Impr. de Vve Betoule, 1866, 31 p. (lire en ligne)